# 3169 Ostro
3169 Ostro је астероид чија средња удаљеност од Сунца износи 1,891 астрономских јединица (АЈ).
Апсолутна магнитуда астероида је 12,73.